# Tímea Babos
Tímea Babos (Sopron, Hungría, 10 de mayo de 1993) es una jugadora profesional de tenis húngara. Ha destacado fundamentalmente en la modalidad de dobles, en la que ha obtenido 24 títulos. Entre ellos destacan el Abierto de Australia (2018 y 2020) y Roland Garros (2019 y 2020), ambos en pareja con la francesa Kristina Mladenovic. El 16 de julio de 2018 alcanzó el número 1 del ranking mundial de la especialidad a dobles.
Su ranking más alto en individuales ha sido el 25.º, al que accedió el 19 de septiembre de 2016. Ha conseguido tres títulos WTA compitiendo individualmente.
Durante 2010, junto a la estadounidense Sloane Stephens, alcanzó las cuatro finales junior de los Grand Slam en dobles y venció en tres de ellas, con excepción del Abierto de Australia.

## Torneos de Grand Slam

### Dobles

#### Títulos (4)
| Año  | Torneo               | Pareja              | Oponentes en la final              | Resultado en final |
| 2018 | Abierto de Australia | Kristina Mladenovic | Yekaterina Makarova Yelena Vesnina | 6-4, 6-3           |
| 2019 | Roland Garros        | Kristina Mladenovic | Yingying Duan Saisai Zheng         | 6-2, 6-3           |
| 2020 | Abierto de Australia | Kristina Mladenovic | Su-Wei Hsieh Barbora Strýcová      | 6-2, 6-1           |
| 2020 | Roland Garros        | Kristina Mladenovic | Alexa Guarachi Desirae Krawczyk    | 6-4, 7-5           |

#### Finalista (4)
| Año  | Torneo               | Pareja              | Oponentes en la final          | Resultado en final  |
| 2014 | Wimbledon            | Kristina Mladenovic | Sara Errani Roberta Vinci      | 1-6, 3-6            |
| 2016 | Wimbledon            | Yaroslava Shvédova  | Serena Williams Venus Williams | 3-6, 4-6            |
| 2018 | Abierto de EE.UU.    | Kristina Mladenovic | Ashleigh Barty Coco Vandeweghe | 6-3, 6-7(2), 6-7(6) |
| 2019 | Abierto de Australia | Kristina Mladenovic | Samantha Stosur Shuai Zhang    | 3-6, 4-6            |

### Dobles mixto

#### Finalista (2)
| Año  | Torneo               | Pareja         | Oponentes en la final         | Resultado en final |
| 2015 | Wimbledon            | Alexander Peya | Martina Hingis Leander Paes   | 1-6, 1-6           |
| 2018 | Abierto de Australia | Rohan Bopanna  | Gabriela Dabrowski Mate Pavić | 6-2, 4-6, [9-11]   |

## Títulos WTA (29; 3+26)

### Individual (3)
| Leyenda               |
| Grand Slam (0)        |
| Juegos Olímpicos (0)  |
| WTA Finals (0)        |
| Premier Mandatory (0) |
| Premier 5 (0)         |
| Premier (0)           |
| International (3)     |

| N.º | Fecha                 | Torneo    | Superficie | Oponente en la final | Resultado        |
| --- | --------------------- | --------- | ---------- | -------------------- | ---------------- |
| 1.  | 26 de febrero de 2012 | Monterrey | Dura       | Alexandra Cadantu    | 6-4, 6-4         |
| 2.  | 26 de febrero de 2017 | Budapest  | Dura (i)   | Lucie Šafářová       | 6-7(4), 6-4, 6-3 |
| 3.  | 4 de febrero de 2018  | Taipéi    | Dura (i)   | Kateryna Kozlova     | 7-5, 6-1         |

#### Finalista (5)
| N.º | Fecha                    | Torneo        | Superficie    | Oponente en la final | Resultado     |
| --- | ------------------------ | ------------- | ------------- | -------------------- | ------------- |
| 1.  | 2 de mayo de 2015        | Marrakech     | Tierra batida | Elina Svitólina      | 5-7, 6-7(3)   |
| 2.  | 5 de agosto de 2016      | Florianópolis | Dura          | Irina-Camelia Begu   | 6-2, 4-6, 3-6 |
| 3.  | 17 de septiembre de 2017 | Québec City   | Dura (i)      | Alison Van Uytvanck  | 7-5, 4-6, 1-6 |
| 4.  | 30 de septiembre de 2017 | Tashkent      | Dura          | Kateryna Bondarenko  | 4-6, 4-6      |
| 5.  | 8 de abril de 2018       | Monterrey     | Dura          | Garbiñe Muguruza     | 6-3, 4-6, 3-6 |

### Dobles (26)
| Leyenda                                |
| Grand Slam (4)                         |
| WTA Finals (3)                         |
| P. Mandatory & Premier 5, WTA 1000 (2) |
| Premier, WTA 500 (5)                   |
| International, WTA 250 (12)            |

| N.º | Fecha                    | Torneo               | Superficie    | Pareja                    | Oponentes en la final                 | Resultado           |
| --- | ------------------------ | -------------------- | ------------- | ------------------------- | ------------------------------------- | ------------------- |
| 1.  | 18 de junio de 2012      | Birmingham           | Hierba        | Su-Wei Hsieh              | Liezel Huber Lisa Raymond             | 7-5, 6-7(2), [10-8] |
| 2.  | 23 de febrero de 2013    | Bogotá               | Tierra batida | Mandy Minella             | Eva Birnerová Alexandra Panova        | 6-4, 6-3            |
| 3.  | 7 de abril de 2013       | Monterrey            | Dura          | Kimiko Date-Krumm         | Eva Birnerová Tamarine Tanasugarn     | 6-1, 6-4            |
| 4.  | 28 de abril de 2013      | Marrakech            | Tierra batida | Mandy Minella             | Petra Martić Kristina Mladenovic      | 6-3, 6-1            |
| 5.  | 14 de septiembre de 2013 | Tashkent             | Dura          | Yaroslava Shvédova        | Olga Govortsova Mandy Minella         | 6-3, 6-3            |
| 6.  | 10 de enero de 2014      | Sídney               | Dura          | Lucie Šafářová            | Sara Errani Roberta Vinci             | 7-5, 3-6, [10-7]    |
| 7.  | 20 de abril de 2014      | Kuala Lumpur         | Dura          | Hao-Ching Chan            | Yung-Jan Chan Saisai Zheng            | 6-3, 6-4            |
| 8.  | 21 de febrero de 2015    | Dubái                | Dura          | Kristina Mladenovic       | Garbiñe Muguruza Carla Suárez         | 6-3, 6-2            |
| 9.  | 1 de mayo de 2015        | Marrakech            | Tierra batida | Kristina Mladenovic       | Laura Siegemund Maryna Zanevska       | 6-1, 7-6(5)         |
| 10. | 17 de mayo de 2015       | Roma                 | Tierra batida | Kristina Mladenovic       | Martina Hingis Sania Mirza            | 6-4, 6-3            |
| 11. | 13 de enero de 2017      | Sídney               | Dura          | Anastasiya Pavliuchenkova | Sania Mirza Barbora Strýcová          | 6-4, 6-4            |
| 12. | 5 de mayo de 2017        | Rabat                | Tierra batida | Andrea Hlaváčková         | Nina Stojanović Maryna Zanevska       | 2-6, 6-3, [10-5]    |
| 13. | 17 de septiembre de 2017 | Québec City          | Dura (i)      | Andrea Hlaváčková         | Bianca Andreescu Carson Branstine     | 6-3, 6-1            |
| 14. | 30 de septiembre de 2017 | Tashkent             | Dura          | Andrea Hlaváčková         | Nao Hibino Oksana Kalashnikova        | 7-5, 6-4            |
| 15. | 20 de octubre de 2017    | Moscú                | Dura (i)      | Andrea Hlaváčková         | Nicole Melichar Anna Smith            | 6-2, 3-6, [10-3]    |
| 16. | 29 de octubre de 2017    | WTA Finals           | Dura (i)      | Andrea Hlaváčková         | Kiki Bertens Johanna Larsson          | 4-6, 6-4, [10-5]    |
| 17. | 26 de enero de 2018      | Abierto de Australia | Dura          | Kristina Mladenovic       | Yekaterina Makarova Yelena Vesnina    | 6-4, 6-3            |
| 18. | 24 de junio de 2018      | Birmingham           | Hierba        | Kristina Mladenovic       | Elise Mertens Demi Schuurs            | 4-6, 6-3, [10-8]    |
| 19. | 28 de octubre de 2018    | WTA Finals           | Dura (i)      | Kristina Mladenovic       | Barbora Krejčíková Kateřina Siniaková | 6-4, 7-5            |
| 20. | 28 de abril de 2019      | Estambul             | Tierra batida | Kristina Mladenovic       | Alexa Guarachi Sabrina Santamaria     | 6-1, 6-0            |
| 21. | 9 de junio de 2019       | Roland Garros        | Tierra batida | Kristina Mladenovic       | Yingying Duan Saisai Zheng            | 6-2, 6-3            |
| 22. | 3 de noviembre de 2019   | WTA Finals           | Dura (i)      | Kristina Mladenovic       | Su-Wei Hsieh Barbora Strýcová         | 6-1, 6-3            |
| 23. | 31 de enero de 2020      | Abierto de Australia | Dura          | Kristina Mladenovic       | Su-Wei Hsieh Barbora Strýcová         | 6-2, 6-1            |
| 24. | 11 de octubre de 2020    | Roland Garros        | Tierra batida | Kristina Mladenovic       | Alexa Guarachi Desirae Krawczyk       | 6-4, 7-5            |
| 25. | 21 de abril de 2024      | Ruan                 | Dura          | Irina Khromacheva         | Naiktha Bains Maia Lumsden            | 6-3, 6-4            |
| 26. | 2 de febrero de 2025     | Linz                 | Dura (i)      | Luisa Stefani             | Liudmila Kichenok Nadia Kichenok      | 3-6, 7-5 , [10-4]   |

#### Finalista (13)
| N.º | Fecha                   | Torneo               | Superficie    | Pareja              | Oponente en la final                 | Resultado           |
| --- | ----------------------- | -------------------- | ------------- | ------------------- | ------------------------------------ | ------------------- |
| 1.  | 12 de enero de 2013     | Hobart               | Dura          | Mandy Minella       | Garbiñe Muguruza María Teresa Torró  | 3-6, 6-7(5)         |
| 2.  | 2 de febrero de 2014    | París                | Dura (i)      | Kristina Mladenovic | Anna-Lena Grönefeld Květa Peschke    | 7-6(7), 4-6, [5-10] |
| 3.  | 6 de abril de 2014      | Monterrey            | Dura          | Olga Govortsova     | Darija Jurak Megan Moulton-Levy      | 6-7(5), 6-3, [9-11] |
| 4.  | 5 de julio de 2014      | Wimbledon            | Hierba        | Kristina Mladenovic | Sara Errani Roberta Vinci            | 1-6, 3-6            |
| 5.  | 17 de agosto de 2014    | Cincinnati           | Dura          | Kristina Mladenovic | Raquel Kops-Jones Abigail Spears     | 1-6, 0-2, ret.      |
| 6.  | 3 de abril de 2016      | Miami                | Dura          | Yaroslava Shvédova  | Bethanie Mattek-Sands Lucie Šafářová | 3-6, 4-6            |
| 7.  | 9 de julio de 2016      | Wimbledon            | Hierba        | Yaroslava Shvédova  | Serena Williams Venus Williams       | 3-6, 4-6            |
| 8.  | 4 de agosto de 2016     | Florianópolis        | Dura          | Réka Luca Jani      | Liudmila Kichenok Nadia Kichenok     | 3-6, 1-6            |
| 9.  | 13 de mayo de 2017      | Madrid               | Tierra batida | Andrea Hlaváčková   | Yung-Jan Chan Martina Hingis         | 4-6, 3-6            |
| 10. | 8 de octubre de 2017    | Pekín                | Dura          | Andrea Hlaváčková   | Yung-Jan Chan Martina Hingis         | 1-6, 4-6            |
| 11. | 12 de mayo de 2018      | Madrid               | Tierra batida | Kristina Mladenovic | Yekaterina Makarova Yelena Vesnina   | 6-2, 4-6, [8-10]    |
| 12. | 9 de septiembre de 2018 | Abierto de EE.UU.    | Dura          | Kristina Mladenovic | Ashleigh Barty Coco Vandeweghe       | 6-3, 6-7(2), 6-7(6) |
| 13. | 25 de enero de 2019     | Abierto de Australia | Dura          | Kristina Mladenovic | Samantha Stosur Shuai Zhang          | 3-6, 4-6            |

## Títulos WTA 125s (2; 1+1)

### Individuales (1)
| N.º | Fecha                   | Torneo | Superficie | Oponentes  | Resultado |
| --- | ----------------------- | ------ | ---------- | ---------- | --------- |
| 1.  | 22 de noviembre de 2015 | Taipei | Dura (i)   | Misaki Doi | 7-5, 6-3  |

### Dobles (1)
| N.º | Fecha                | Torneo | Superficie | Pareja             | Oponentes en la final | Resultado |
| --- | -------------------- | ------ | ---------- | ------------------ | --------------------- | --------- |
| 1.  | 10 de agosto de 2013 | Suzhou | Dura       | Michaëlla Krajicek | Han Xinyun Eri Hozumi | 6-2, 6-2  |

## Títulos ITF (9+9)

### Individuales (9)
| $100 000 tournaments |
| $75 000 tournaments  |
| $50 000 tournaments  |
| $25 000 tournaments  |
| $10 000 tournaments  |

| N.º | Fecha                   | Torneo                        | Superficie    | Oponente        | Resultado           |
| --- | ----------------------- | ----------------------------- | ------------- | --------------- | ------------------- |
| 1.  | 4 de mayo de 2009       | Edinburgh, Reino Unido        | Tierra batida | Naomi Broady    | 6-4, 6-7(3), 7-6(8) |
| 2.  | 2 de noviembre de 2009  | Sunderland, Reino Unido       | Dura          | Matea Mezak     | 7-6(2), 6-4         |
| 3.  | 3 de mayo de 2010       | Edinburgh, Reino Unido        | Tierra batida | Tara Moore      | 6-2, 6-2            |
| 4.  | 12 de julio de 2010     | Woking, Reino Unido           | Hard          | Katie O'Brien   | 7–5, 6–4            |
| 5.  | 29 de noviembre de 2010 | Bendigo, Australia            | Dura          | Elitsa Kostova  | 3-6, 6-3, 7-5       |
| 6.  | 13 de junio de 2011     | Astana, Kazajistán            | Dura          | Tadeja Majerič  | 6-0, 6-2            |
| 7.  | 3 de julio de 2011      | Stuttgart-Vaihingen, Alemania | Tierra batida | Korina Perkovic | 1-6, 6-2, 6-3       |
| 8.  | 30 de octubre de 2011   | Saguenay, Canadá              | Dura (i)      | Julia Boserup   | 7-6(7), 6-3         |
| 9.  | 27 de noviembre de 2011 | Helsinki, Finlandia           | Dura(i)       | Jana Čepelová   | 6-3, 6-1            |

### Dobles(9)
| N.º | Fecha                   | Torneo                    | Superficie    | Compañera         | Oponentes                                 | Resultado   |
| --- | ----------------------- | ------------------------- | ------------- | ----------------- | ----------------------------------------- | ----------- |
| 1.  | 27 de abril de 2009     | Bournemouth, Reino Unido  | Tierra batida | Stephanie Cornish | Elixane Lechemia Alizé Lim                | w/o         |
| 2.  | 12 de julio de 2010     | Woking, Reino Unido       | Dura          | Emma Laine        | Jocelyn Rae Emelyn Starr                  | 6-2, 6-2    |
| 3.  | 15 de noviembre de 2010 | Wellington, Nueva Zelanda | Dura          | Tammi Patterson   | Jarmila Gajdošová Jade Hopper             | 6-3, 6-2    |
| 4.  | 22 de noviembre de 2010 | Traralgon, Australia      | Dura          | Melanie South     | Jarmila Gajdošová Jade Hopper             | 6-3, 6-2    |
| 5.  | 29 de noviembre de 2010 | Bendigo, Australia        | Dura          | Melanie South     | Jarmila Gajdošová Jade Hopper             | 6-3, 6-2    |
| 6.  | 13 de marzo de 2011     | Irapuato, México          | Dura          | Johanna Konta     | Macall Harkins Nicole Rottmann            | 6-3, 6-4    |
| 7.  | 25 de marzo de 2011     | Bath, Reino Unido         | Dura (i)      | Anne Kremer       | Marta Domachowska Katarzyna Piter         | 7-6(5), 6-2 |
| 8.  | 24 de julio de 2011     | La Coruña, España         | Dura          | Victoria Larrière | Leticia Costas-Moreira Inés Ferrer Suárez | 7-5, 6-3    |
| 9.  | 30 de octubre de 2011   | Saguenay, Canada          | Dura (i)      | Jessica Pegula    | Gabriela Dabrowski Marie-Ève Pelletier    | 6-4, 6-3    |